# Мариэтта (приток Большой Мариэтты)
Мариэтта — река в России, протекает по Ямало-Ненецкому АО. Устье реки находится в 25 км по правому берегу реки Большая Мариэтта. Длина реки составляет 12 км. Высота устья — 75 м над уровнем моря.
Система водного объекта: Большая Мариэтта → Мариэтта → Танлова → Надым → Карское море.

## Данные водного реестра
По данным государственного водного реестра России относится к Нижнеобскому бассейновому округу, водохозяйственный участок реки — Надым, речной подбассейн реки — подбассейн отсутствует. Речной бассейн реки — Надым.
Код объекта в государственном водном реестре — 15030000112115300048504.